# Luboš Tomíček (1934–1968)
Luboš Tomíček (ur. 16 sierpnia 1934, zm. 20 października 1968 w Pardubicach) – czechosłowacki żużlowiec.

## Życiorys

### Kariera sportowa
Sport żużlowy uprawiał w latach 1958–1968, jako zawodnik klubu Ruhá Hvězda Praha oraz reprezentant Czechosłowacji. Jedenastokrotnie zdobył medale indywidualnych mistrzostw Czechosłowacji: pięć złotych (1961, 1962, 1963, 1964, 1965), dwa srebrne (1958, 1968) oraz cztery brązowe (1959, 1960, 1966, 1967). Czterokrotnie startował w finałach drużynowych mistrzostw świata, zdobywając dwa medale: srebrny (Wiedeń 1963) oraz brązowy (Göteborg 1960). Był wielokrotnym uczestnikiem eliminacji indywidualnych mistrzostw świata, w 1965 r. jedyny raz w karierze kwalifikując się do finału światowego w Londynie, w którym zajął XVI miejsce.
Zginął tragicznie 20 października 1968 r. podczas finałowego biegu turnieju o "Zlatą Přilbę" w Pardubicach, upadając wprost pod koła jadącego za nim żużlowca. Zmarł w szpitalu w Pardubicach.

### Życie prywatne
Ojciec Luboša Tomíčka i dziadek Luboša Tomíčka, również żużlowców.

## Upamiętnienie
Od 1969 r. w Pradze rozgrywany jest Memoriał Luboša Tomíčka.